# محمد بن يحيى بن حبان
محمد بن يحيي بن حبان (47 هـ - 121 هـ) تابعي، وراوي حديث نبوي من الثقات المُكثرين، وفقيه، ومفتي، من أهل المدينة المنورة، ومن شيوخ مالك بن أنس. روى له الجماعة.

## سيرته
هو محمد بن يحيى بن حبان بن منقذ بن عمرو بن مالك بن خَنْساء بن مَبْذُول بن عَمْرو بن غَنْم بن مَازِن بن النَّجَّار أبو عبد الله الأنصاري النجاري المازني المدني، حفيد الصحابي حبان بن منقذ، وَلَدَ محمدُ بن يحيى: سُكَيْنَة، وفاطمةَ، وأمهما أم الحارث بنت واسع بن حَبّان بن مُنْقِذ بن عَمْرو بن مالك بن خَنْساء بن عَمْرو بن غَنْم بن مَازِن بن النجَّار. وبُريكةَ بنت محمد، وأمها مُوَيْسَة بنت صالح بن خَوَّات بن جُبير بن النُّعمان بن أميَّة بن البُرَك. ولد في المدينة المنورة في سنة 47 هـ، قال الواقدي:
| محمد بن يحيى بن حبان | كانت له حلقة في مسجد رَسُول اللَّهِ ﷺ، وكان يفتي، وكان ثقة، كثير الْحَدِيث. مات بالمدينة سنة إحدى وعشرين ومئة، وهو ابن أربع وسبعين سنة | محمد بن يحيى بن حبان |

قال الذهبي: «وهو من أعيان مشيخة مالك».

## روايته للحديث النبوي
- روى عن: أنس بن مالك، وداود بن أبي داود الأنصاري، وذكوان أبي صالح السمان، ورافع بن خديج، وعباد بن تميم، وعبد الله بن سلام على خلاف فيه، وعبد الله بن عبد الله بن عمر بن الخطاب، وأبيه عبد الله بن عمر بن الخطاب، وعبد الله بن محيريز الجمحي، وعبد الرحمن بن أبي عمرة، وعبد الرحمن بن هرمز الأعرج، وعمر بن سليمان الأشقر الزرقي، ومالك بن بحينة إن كان محفوظًا، ونهار العبدي، وعمه واسع بن حبان، وأبيه يحيى بن حبان، ويحيى بن عمارة بن أبي حسن الأنصاري المازني، ويوسف بن عبد الله بن سلام على خلاف فيه، وأبي عمرة مولى زيد بن خالد الجهني، وأبي ميمون، ولؤلؤة مولاة الأنصار.
- روى عنه: إسماعيل بن أمية، وربيعة بن أبي عبد الرحمن، وربيعة بن عثمان التيمي، وصالح بن خوات بن صالح بن خوات بن جبير الأنصاري، والضحاك بن عثمان الحزامي، وعبد الحميد بن جعفر، وعبد ربه بن سعيد الأنصاري، وعبيد الله بن عمر العمري، وعمر بن صهبان، وعمرو بن يحيى بن عمارة بن أبي حسن المازني، والليث بن سعد، ومالك بن أنس، ومحمد بن إسحاق بن يسار، ومحمد بن عجلان، ومحمد بن مسلم بن شهاب الزهري وهو من أقرانه، ومعاذ بن محمد بن أبي بن كعب، وموسى بن سعد الأنصاري، وموسى بن عقبة، ويحيى بن سعيد الأنصاري.[4]
- الجرح والتعديل: وثقه يحيى بن معين، وأبو حاتم الرازي، والنسائي، ذكره ابن حبان في كتاب الثقات، روى له الجماعة.[4]

## وصلات خارجية
- التمهيد لما في الموطأ من المعاني والأسانيد، فصل: محمد بن يحيى بن حبان، نداء الإيمان نسخة محفوظة 9 مارس 2024 على موقع واي باك مشين..